# Vojislav Melić
Vojislav Melić ou Војислав Мелић, né le 5 janvier 1940 à Šabac et mort le 7 avril 2006 à Belgrade, est un footballeur yougoslave (serbe) des années 1960 et 1970. 

## Biographie
En tant que milieu de terrain, Vojislav Melić est international yougoslave à 27 reprises (1962-1967) pour deux buts inscrits. Il participe à la Coupe du monde de football de 1962, où il ne joue que deux matchs sur les six (Uruguay et Colombie) et inscrit au passage un but à la 82e minute contre la Colombie. La Yougoslavie termine quatrième du tournoi.
Il commence sa carrière au FK Étoile rouge de Belgrade pendant sept saisons, faisant le doublé championnat-coupe de Yougoslavie en 1964, avant de rejoindre la France et le FC Sochaux-Montbéliard pendant six saisons en D1. Il rejoint ensuite l'AS Béziers et la D2 pour quatre saisons avant de prendre sa retraite sportive en 1977. Il ne remporte rien en France.

## Clubs
- 1960-1967 :  FK Étoile rouge de Belgrade
- 1967-1973 :  FC Sochaux-Montbéliard
- 1973-1977 :  AS Béziers

## Palmarès
- Coupe de Yougoslavie :
  - Vainqueur en 1964

- Championnat de Yougoslavie :
  - Champion en 1960 et en 1964